# Valóság (folyóirat, 1958–)
A Valóság a Tudományos Ismeretterjesztő Társulat (TIT) társadalomtudományi folyóiratként indult 1958 végén. Székhelye Budapest, VII. Lenin (1990 óta Erzsébet) krt. 5 szám alatt volt. Az első lapszámtól Kőrösi József szerkesztette, 1971 és 1991 között főszerkesztőként. Először kéthavonta jelent meg, majd 1964-től havonta. A folyóirat máig használt címlapját 1965-ben Pecsenke József grafikusművész tervezte. A lap indulásakor 5000, 1978-ban 16500, 1988-ban 23500, 1994-ben 9000 példányban jelent meg.
Változások: Alcím: 1.1958-18.1975.: A Tudományos Ismeretterjesztő Társulat társadalomtudományi folyóirata. – Változások: Kiad.: Hírlapkiadó Vállalat. – Változások: Kiad.: Közlöny- és Lapkiadó Kft. ISSN 0324-7228

## Tartalma
Aktuális tudományos, művészeti, társadalmi és világnézeti kérdésekkel foglalkozik. Filozófiai, közgazdasági, szociológiai, pedagógiai és művészetelméleti tanulmányokat közöl. Szemle rovatában hazai és külföldi tudományos könyveket, szakfolyóiratokat ismertet.

## Állományadatok
- 1. évfolyam: 1958 (1.)
- 2. évf.: 1959 (1–6.)
- 6. évf.: 1963 (1–6.)
- 7. évf.: 1964 (1–12.)
- 54. évf.: 2011 (1–12.)
- 55. évf.: 2012 (1-4.)

Forrás: a JATE állománya nyomán (Szegedi Tudományegyetem Klebelsberg Könyvtár)

## Szerkesztői
Főszerkesztő: Wirth Ádám (1965/11–1970/8), Kőrösi József (1971/8–1991/3), Lázár István (1991/5–1994/3)
Felelős szerkesztő Lukács József (1958–1959)
Szerkesztő Kőrösi József (1958/1–1959/3, 1960/4–1971/7)
Szerkesztő Lukács József (1959/4–1960/3)
A szerkesztőség tagjai:
Baranyi Antal (1960–1968), Bart István (1978–1992), Berkovits György (1973), Csontos Magda (1992–1994), Gilyén Ágnes (1974–1988), Gyurkó László (1965–1993), Hegedűs András (1964–1965), Hernádi Miklós (1971–1973), Huszár Tibor (1964–1992), Kiss Zsolt Péter (1992–1994), Lázár István (1964–1994), Nácsa Klára (1967–1992), Simai Mihály (1964–1965, 1969–1992), Sükösd Mihály (1964–1994), Varga Marieatta (1972–1978), Vekerdi László (1967), Vitányi Iván (1959–1992), Wirth Ádám (1965–1970).
A szerkesztőbizottság elnöke: Hegedűs András (1964–1965)
A szerkesztőbizottság elnöke: Ortutay Gyula (1965–1978)
A szerkesztőbizottság elnöke: Huszár István (1983–1988)
A szerkesztőbizottság elnöke: Vigh Károly (1992–2013)

A szerkesztőség tagjai: Kapronczay Károly mb. főszerkesztő, Pécsi Tibor szerkesztő, titkár Hollósi Judit (1994:4. sz.)
A szerkesztőség tagjai: Kapronczay Károly mb. főszerkesztő, Pécsi Tibor és Weltler Ildikó szerkesztők, titkár Hollósi Judit (1994:5. sz.)
A szerkesztőség tagjai: Tőkéczki László főszerkesztő, Kapronczay Károly, Pécsi Tibor és Weltler Ildikó szerkesztők (1994:6. számtól 2003:3. sz.)
A szerkesztőség tagjai: Tőkéczki László főszerkesztő, Kapronczay Károly, Pécsi Tibor és Weltler Ildikó szerkesztők (2003:4. számtól 2006:5. sz.)
A szerkesztőség tagjai: Tőkéczki László főszerkesztő, Kapronczay Károly, Loppert Csaba és Loppert Dániel szerkesztők (2006:6. számtól 2011:7. sz.), szerkesztőségi irodavezető Czifrik-Keszthelyi Barbara és Szalai Zsuzsanna felváltva (2011:8. számtól 2013:4. sz.-ig)
A szerkesztőség tagjai: Tőkéczki László főszerkesztő, Cseresnyés Márk, Kengyel Péter és Kucsera Tamás Gergely szerkesztők (2011:8. számtól)
A szerkesztőség tagjai: Tőkéczki László főszerkesztő, Kucsera Tamás Gergely főszerkesztő-helyettes, Cseresnyés Márk, Kengyel Péter szerkesztők (2017:12. számtól)
A szerkesztőség tagjai: Kucsera Tamás Gergely mb. főszerkesztő, Cseresnyés Márk és Kengyel Péter szerkesztők (2018:2. számtól)
A szerkesztőség tagjai: Kucsera Tamás Gergely főszerkesztő, Cseresnyés Márk és Kengyel Péter szerkesztők (2018:8. számtól)

## A hatvanadik születésnap
A folyóirat fennállásának hatvanadik születésnapját egynapos konferenciával ünnepelte a Tudományos Ismeretterjesztő Társulat, együttműködő partnere, a Magyar Művészeti Akadémia székházában, 2018. december 4-én.
A TIT három ismeretterjesztő folyóiratainak célja mindenki előtt kitárni a tudomány kapuját – mondta Hámori József, a TIT elnöke. Felidézte: a TIT elődje az 1841-ben alapított Királyi Magyar Természettudományi Társaság volt, amelynek közlönye 1869-ben indult el, ennek örököse a Természet Világa című ismeretterjesztő lap. Általános természettudományos témákkal foglalkozik az Élet és Tudomány folyóirat, míg az először 1958 decemberében megjelent Valóság a társadalomtudományi ismeretterjesztés eszköze lett.
Vizi E. Szilveszter, a TIT tiszteletbeli elnöke a tudományos ismeretterjesztés szükségességéről tartott előadást, miközben az agy működésének néhány vetületét is bemutatta, előadásában Tőkéczki László-ról (1951–2018) is megemlékezve, aki 1994-ben lett a Valóság főszerkesztője. Az első ülésszakon előadást tartott még Szakály Sándor történész, a TIT alelnöke, valamint Kucsera Tamás Gergely, a Valóság főszerkesztője, aki a korábbi Valóságokról – az 1958-ban elindult voltaképpeni negyedik Valóság előzménylapjairól: a József Attila szerkesztésében 1932-ben egy lapszámot megélt, a második világégés után Szabó Zoltán irányítása mellett megindult, majd 1948-ban megszűnt, illetve az ezzel a címmel 1953 és 1956 között megjelent emigrációs folyóiratról – adott áttekintést.
A második ülésszakon az először kéthavi, majd 1964-tól havi folyóirattá vált Valóság történetéről kaphattak részletes vázlatot az érdeklődők, Pelle János eszmetörténész az alapítástól 1994-ig, míg Kapronczay Károly tudománytörténész 1994-től mutatta be a lap történetét. Az előadásokban összefoglalták, hogy a Valóság, a Tudományos Ismeretterjesztő Társulat társadalomtudományi folyóirata először 1958 végén, decemberben jelent meg. Az akkor még kéthavi lapot azzal a céllal indította útnak a szerkesztőbizottság, hogy címének megfelelően a valóság mélyebb megértésének, a progresszív társadalmi gondolat terjesztésének orgánuma legyen. A lap alcímében előbb a TIT társadalomtudományi folyóiratának, majd csak a TIT havi folyóiratának nevezte önmagát, azaz végig kötődött alapítójához, a Tudományos Ismeretterjesztő Társulathoz, mely magát az 1841-ben alapított Királyi Magyar Természettudományi Társaság, és az 1901-ben megalakult Társadalomtudományi Társaság utódjának tekinti.
Az 1964 januárjától havilappá vált Valóság napjainkban is feladatának tartja, hogy behatóan és közérthetően foglalkozzon hazánk és a nagyvilág gazdasági, politikai, történelmi, kulturális és ideológiai kérdéseivel, s tájékoztassa olvasóit valamennyi társadalomtudomány és az azokhoz kapcsolódó természettudományi diszciplína legújabb és legfontosabb eredményeiről.
Az 1989 utáni időszaktól a szerkesztőségi álláspont szerint a Valóság – profiljából adódóan – nem foglalkozik napi politikával, ekképp hazai és külhoni szerzőgárdája nem ettől függően verbuválódik. A sokoldalú tájékoztatás igényéből következően a lap nem akarja helyettesíteni egyetlen tudományos folyóirat tevékenységét sem, hiszen a társadalomtudományi ismeretek magas szintű terjesztését tekinti fő feladatának.
Mindazonáltal a folyóirat nemcsak a történelem, a nyelvtudomány, a jogtudomány, a szociológia vagy éppen a filozófia témaköreiből merít, hanem igyekszik problémaérzékeny cikkeket is közölni, például a zöldenergia, a robottechnika, a művészet, a viselkedés- és környezetkultúra, az ökológiai és demográfiai krízisek témáiban.
A konferencia utolsó szakaszában a tudományos ismeretterjesztő lapok jelenéről és jövőjéről Gózon Ákos, az Élet és Tudomány és a Természet Világa főszerkesztője, Lőrincz Henrik, az NKA Ismeretterjesztés és Környezetkultúra Kollégiumának tagja és Kucsera Tamás Gergely folytatott kerekasztal-beszélgetést, Huber Szebasztián vezetésével.
Ezt követően Piróth Eszter, a TIT igazgatójának gondolatai után Cseresnyés Márk szerkesztő mutatta be a Valóság újrainduló honlapját (valosagonline.hu).
A konferencia ülésszakain rajtuk kívül részt vett dr. Sótonyi Péter, a TIT másik alelnöke, valamint – az előadókon kívül – a szerkesztőbizottsági tagjai közül D. Molnár István, Tellér Gyula is.

## Repertóriuma
- A Valóság repertóriuma : 1958. december - 1994. március / [... munkálataiban részt vett Kőrösi József, Kőrösi Zsuzsanna, Zayzon Márta]. Budapest : Corvina, 1995. 408 p.

## Külső hivatkozások
- Valóság online